# Chemin-d’Aisey
Chemin-d’Aisey település Franciaországban, Côte-d’Or megyében. Lakosainak száma 63 fő (2022. január 1.). Chemin-d’Aisey Aisey-sur-Seine, Semond, Villaines-en-Duesmois, Brémur-et-Vaurois és Coulmier-le-Sec községekkel határos.

## Népesség
A település népességének változása:
| Lakosok száma | 114  | 67   | 80   | 56   | 73   | 71   | 71   | 74   | 70   | 63   |
|               | 1968 | 1982 | 1990 | 2006 | 2013 | 2015 | 2017 | 2019 | 2020 | 2022 |